# Finale del campionato NFL 1958
La finale del campionato NFL 1958 è stata la 26ª del campionato della NFL. La gara si tenne il 28 dicembre 1958 allo Yankee Stadium di New York City tra New York Giants e Baltimore Colts, con la vittoria di questi ultimi nei tempi supplementari per 23-17. La gara è divenuta celebre col nome di "The Greatest Game Ever Played", la "più grande partita mai giocata".
La sfida segnò l'inizio della popolarità della NFL che avrebbe portato la lega a diventare il primo mercato sportivo degli Stati Uniti. Uno dei principali motivi fu che la gara fu trasmessa in diretta dalla NBC in una tutta la nazione. Il ricevitore di Baltimore Raymond Berry fece registrare 12 ricezioni (un record che per una finale che resistette per 55 anni fino a quando fu superato da Demaryius Thomas nel Super Bowl XLVIII) per 178 yard e un touchdown.

## Antefatti
Entrambe le squadre avevano terminato la stagione regolare con un record di 9-3. Per i Giants si trattò della quinta stagione con un bilancio positivo consecutiva, una striscia che incluse la vittoria del campionato del 1956. Per contro, quella del 1958 fu solamente la seconda stagione con un record positivo dei Colts dalla loro fondazione nel 1953.
Baltimore iniziò la stagione vincendo le prime sei partite prima di perdere contro New York, 24–21, nella settimana 7. Tuttavia, il quarterback titolare dei Colts Johnny Unitas all'epoca era infortunato e non giocò la partita. Due settimane dopo, Unitas fece ritorno guidando i Colts a una cruciale vittoria in rimonta contro i San Francisco 49ers del quarterback futuro Hall of Famer Y.A. Tittle. In svantaggio 27–7 alla fine del primo tempo, Baltimore operò una furiosa rimonta vincendo 35–27, vincendo il titolo della Western Conference e permettendosi di riposare i propri titolari nelle ultime due gare della stagione.
New York iniziò la stagione con un record di 2-2 prima di vincere sette delle ultime otto gare, incluso un importante 19–17 sui Detroit Lions. In quella gara, New York passò in svantaggio quando perse un fumble in attacco che fu ritornato dagli avversari in touchdown. In seguito però fermarono il punter di Detroit Yale Lary su un tentativo fintato ed andarono a segnare. Si assicurarono poi la vittoria quando bloccarono il field goal dei Lions mentre il tempo andava esaurendosi. Nell'ultima partita, i Giants batterono i Cleveland Browns col field goal della vittoria di Pat Summerall da 49 yard nell'ultima giocata (il field goal più lungo segnato in quella stagione da tutti i kicker della NFL). La vittoria li fece avanzare ai playoff della Eastern conference dove incontrarono nuovamente i Browns, battendoli 10–0.

## Marcature
- NYG – FG Summerall 36 3–0 NYG
- BAL – Ameche corsa da 2 yard (extra point trasformato da Myhra) 7–3 BAL
- BAL – Berry passaggio da 15 yard di Unitas (extra point trasformato da Myhra) 14–3 BAL
- NYG – Triplett corsa da 1 yard (extra point trasformato da Summerall) 14–10 BAL
- NYG – Gifford passaggio da 15 yard di Conerly (extra point trasformato da Summerall) 17–14 NYG
- BAL – FG Myhra 20 17–17 PARI
- BAL – Ameche corsa da 1 yard 23–17 BAL

## Giocatori nella Hall of Fame
Diciassette persone (inclusi amministratori e allenatori) che erano coinvolte nella partita furono inserite nella Pro Football Hall of Fame:

### New York Giants
- OL Rosey Brown
- HB Frank Gifford
- LB Sam Huff
- WR Don Maynard
- DE Andy Robustelli
- DB Emlen Tunnell
- Coordinatore offensivo Vince Lombardi
- Coordinatore difensivo Tom Landry
- Proprietario Tim Mara
- Vice Presidente / Segretario Wellington Mara

### Baltimore Colts
- WR Raymond Berry
- DL Art Donovan
- DL Gino Marchetti
- HB/WR Lenny Moore
- OL Jim Parker
- QB Johnny Unitas
- Allenatore Weeb Ewbank